# Zygmunt Szczepański

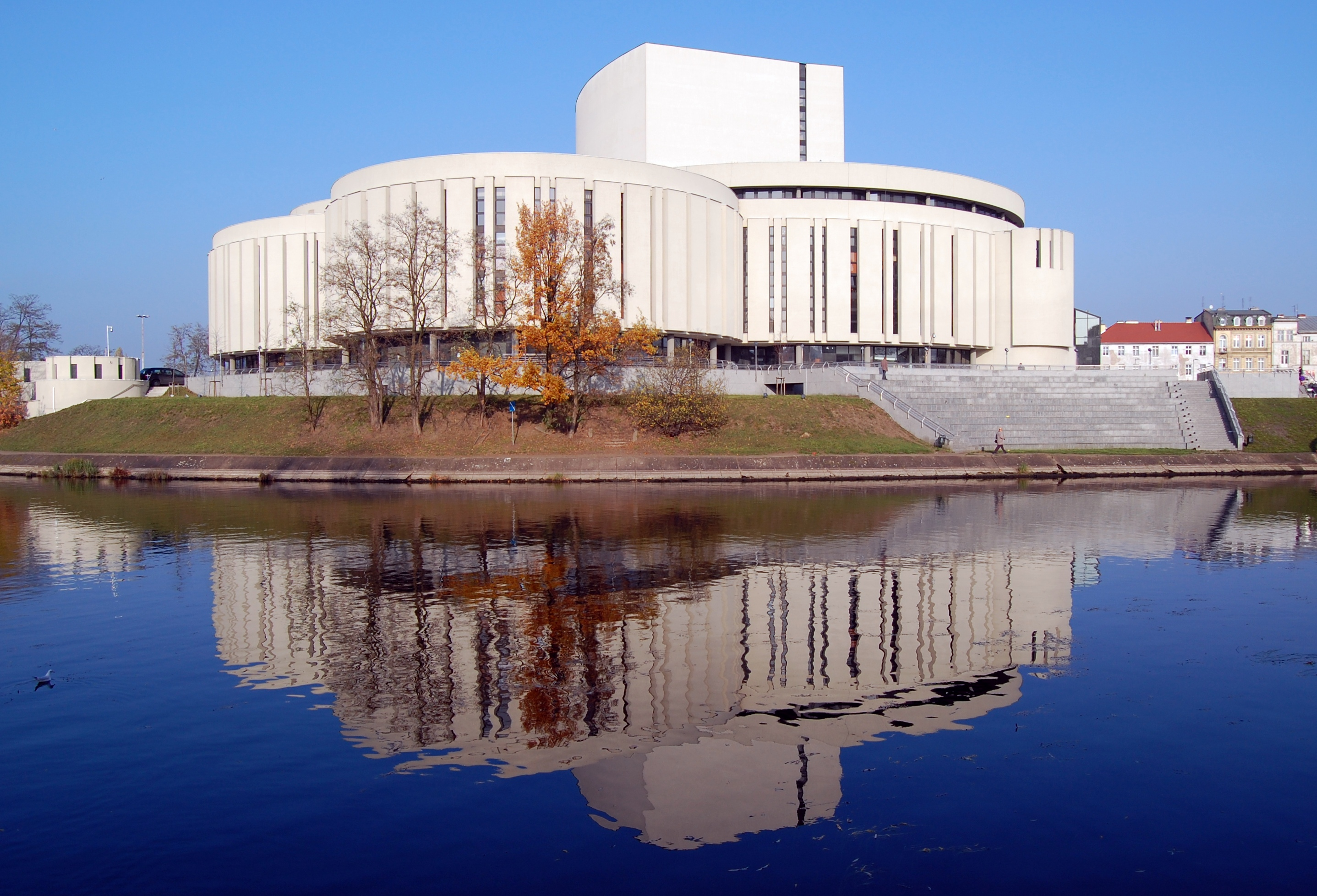
Budynek Opery Nova w Bydgoszczy

Zygmunt Szczepański (ur. 7 kwietnia 1909 w Łęczycy, zm. 26 lutego 1991 w Szczecinie) – polski dyrygent, kierownik artystyczny i dyrektor Państwowego Teatru Muzycznego Opery i Operetki w Bydgoszczy w latach 1962–1964. 

## Życiorys
Otrzymał wykształcenie muzyczne. Był uczniem Waleriana Bierdiajewa. Pracował jako dyrygent w Państwowej Filharmonii i Operze we Wrocławiu oraz w Operze Śląskiej w Bytomiu. W 1955 został odznaczony Złotym Krzyżem Zasługi. W latach 1957–1960 był kierownikiem artystycznym, dyrygentem i reżyserem Państwowej Opery Objazdowej w Warszawie. Przed objęciem placówki w Bydgoszczy od 1960 wykładał w Wyższej Szkole Muzycznej w Katowicach, prowadząc klasę zespołów operowych w tej uczelni. Znany był także jako publicysta muzyczny. 
W 1962 objął stanowisko dyrektora Państwowego Teatru Muzycznego Opery i Operetki w Bydgoszczy. Dwuletni okres jego pracy jako dyrektora był twórczym etapem w rozwoju opery bydgoskiej. Będąc doświadczonym dyrygentem, podniósł poziom artystyczny zespołów artystycznych. Za jego kadencji nastąpiła znaczna stabilizacja organizacyjna. Z jego inicjatywy powołano własną etatową operową orkiestrę (1963) oraz zmieniono nazwę instytucji na „Opera i Operetka”. Realizowano przejrzystą koncepcję repertuarową. Większością premier były opery, m.in. Eugeniusz Oniegin P. Czajkowskiego, Carmen G. Bizeta, Uprowadzenie z seraju W.A. Mozarta. Wystawiono też balet Król wichrów Feliksa Nowowiejskiego - po raz pierwszy po wojnie właśnie w Bydgoszczy. Będąc sam inscenizatorem-reżyserem, jako swoją pierwszą premierę przedstawił sceniczną realizację kantaty Widma S. Moniuszki do tekstu Dziadów A. Mickiewicza (6 listopada 1962). 
Oceniając, jako dyrektor, dobrą w owym czasie kondycję baletu bydgoskiego – zespół liczył 50 osób, a wśród nich znajdowali się tacy tancerze, jak: Ludmiła Rackiewicz, Nina Modzelewska, Nina Górzyńska, Zuzanna Kalczyńska, Zygfryd Timm, Kazimierz Przybylski, Zbigniew Skrzeczko – zamierzał stworzyć w Bydgoszczy Ośrodek Polskich Baletów, tj. scenę, na której odbywałyby się polskie prawykonania muzyki baletowej. Zamysły te nie doczekały się realizacji, najprawdopodobniej z powodu zbyt krótkiego pobytu w Bydgoszczy dyrektora Szczepańskiego. Jego plany obejmowały też m.in. stworzenie letniej sceny operowej w Ciechocinku, organizowanie cotygodniowych poranków operowych dla młodzieży, objęcie stałymi gościnnymi występami kilku ośrodków województwa, takich jak: Toruń, Włocławek, Inowrocław. Zamierzeń tych nie udało się zrealizować z powodu szczupłości środków finansowych. W 1964 zrezygnował ze stanowiska dyrektora, a rok później także z kierownictwa artystycznego Opery i Operetki bydgoskiej. Dalszą pracę zawodową kontynuował w Szczecinie.
W 1999 opublikował wspomnienia z czasu II wojny światowej Nuty Podziemia.
Był mężem śpiewaczki Krystyny Szczepańskiej.
Zmarł w Szczecinie, pochowany na cmentarzu komunalnym Północnym w Warszawie (kwatera T-XXIX-20-1-2).